# 312 Pierretta
312 Pierretta (mednarodno ime je  tudi 312 Pierretta) je asteroid tipa S (po Tholenu) v glavnem asteroidnem pasu. 

## Odkritje
Asteroid je odkril francoski astronom Auguste Charlois ( 1864 – 1910) 28. avgusta 1891 v Nici.. 

## Lastnosti
Asteroid Pierretta obkroži Sonce v 4,63 letih. Njegova tirnica ima izsrednost 0,162, nagnjena pa je za 9,041° proti ekliptiki. Njegov premer je 49,96 km, okoli svoje osi se zavrti v 10,282 h .